# Пленси (Вармінсько-Мазурське воєводство)
Пленси (пол. Plęsy, нім. Plensen) — село в Польщі, у гміні Бартошиці Бартошицького повіту Вармінсько-Мазурського воєводства.
Населення — 153 особи (2011).

## Демографія
Демографічна структура станом на 31 березня 2011 року:
|          | Загалом | Допрацездатний вік | Працездатний вік | Постпрацездатний вік |
| -------- | ------- | ------------------ | ---------------- | -------------------- |
| Чоловіки | 78      | 22                 | 55               | 1                    |
| Жінки    | 75      | 14                 | 46               | 15                   |
| Разом    | 153     | 36                 | 101              | 16                   |